# Tove Granditsky
Tove Granditsky Svenson, född 3 februari 1953 i Solna församling, är en svensk skådespelare.
Granditsky har studerat teater vid Statens scenskola i Göteborg. Hon är dotter till skådespelarna Palle Granditsky och Ulla Akselson och är gift med skådespelaren Håkon Svenson sedan 1978.

## Filmografi
- 1976–1999 – Hem till byn (TV-serie)
- 1977 – Bluff Stop
- 1988 – Postmästarfrun från Hörby
- 1989 – Täcknamn Coq Rouge
- 1995 – Hundarna i Riga
- 2021 – Tunna blå linjen (TV-serie)

## Teater

### Roller (ej komplett)
| År   | Roll          | Produktion                                          | Regi             | Teater            |
| ---- | ------------- | --------------------------------------------------- | ---------------- | ----------------- |
| 1975 |               | Herrn går på jakt Georges Feydeau                   | Andris Blekte    | Malmö stadsteater |
| 1978 | Sara Videbeck | Det går an Carl Jonas Love Almqvist                 | Eva Sköld        | Malmö stadsteater |
| 1980 |               | Som ni behagar (As you Like it) William Shakespeare | Torsten Sjöholm  | Malmö stadsteater |
| 1981 | Aricia        | Förmörkelsen - till Fedra Per Olov Enquist          | Lennart Olsson   | Malmö stadsteater |
| 1982 |               | En skugga Hjalmar Bergman                           | Thomas Porathe   | Malmö stadsteater |
| 1982 |               | Våldtagen (Extremities) William Mastrosimone        | Kerstin Birde    | Malmö stadsteater |
| 1983 |               | Raoul Eric Åkerlund                                 | Håkan Englund    | Malmö stadsteater |
| 1984 |               | Peer Gynt Henrik Ibsen                              | Edith Roger      | Malmö Stadsteater |
| 1985 | Ulrika        | Sommarkvällar på jorden Agneta Pleijel              | Urban Lindh      | Malmö Stadsteater |
| 1987 |               | Jaktscener från Nedre Bayern Martin Sperr           | Magnus Bergquist | Malmö stadsteater |
| 1993 |               | Bernardas hus Federico García Lorca                 | Ronny Danielsson | Malmö stadsteater |
| 1996 | Louise        | Gröna hissen Avery Hopwood                          | Hans Bergström   | Palladium         |